# 小行星24671
小行星24671（24671 Frankmartin）是一颗绕太阳运转的小行星，为主小行星带小行星。该小行星于1989年1月10日发现。

## 轨道参数
小行星24671的轨道半长轴为3.0021151 UA，离心率为0.12。